# Мікропроцесор

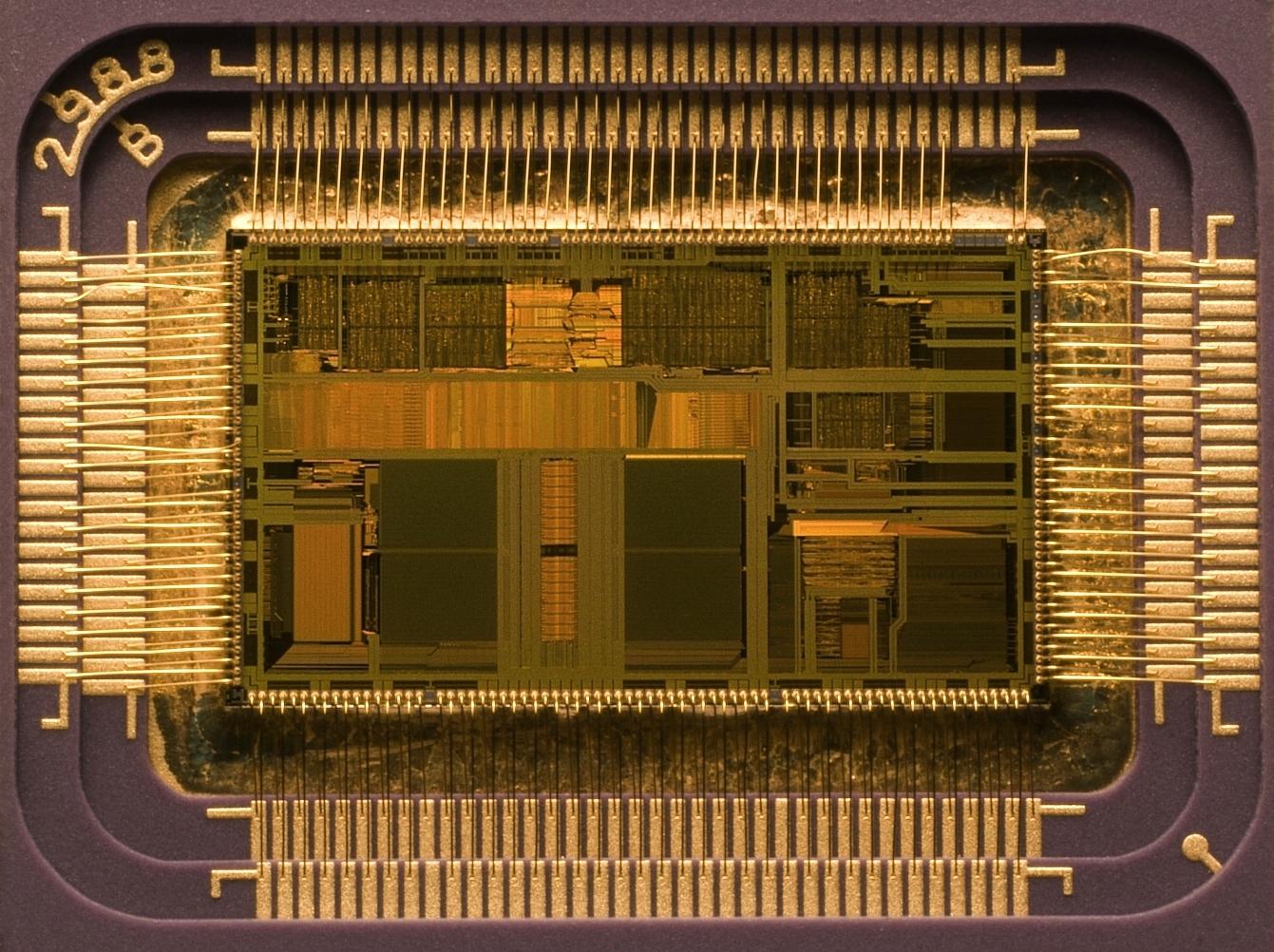
Мікропроцесор 80486dx2

Мікропроце́сор (англ. microprocessor) — інтегральна схема, яка виконує функції центрального процесора (ЦП) або спеціалізованого процесора. Сьогодні слово мікропроцесор є практично повним синонімом слова процесор, оскільки функціональний блок, що на ранніх стадіях розвитку обчислювальної техніки займали цілу плату чи навіть шафу, тепер вміщається в одну невеличку інтегральну схему із сотнями мільйонів транзисторів всередині. Гарним прикладом сьогодення є SoC - "система на чипі / кристалі". З середини 1980-х мікропроцесори майже витіснили інші види ЦП, особливо у побуті. Проте загалом це не так: центральні процесорні пристрої деяких суперкомп'ютерів навіть сьогодні є складними комплексами великих (ВІС) і надвеликих (НВІС) інтегральних схем.

## Етимологія
В англійській мові слово процесор (англ. processor) загалом означає функціональний блок пристрою або системи (не обов'язково в електроніці), який виконує певний процес. В українській мові слова процесор, мікропроцесор закріпилися виключно для позначення електронної мікросхеми, що обробляє дані методом виконання команд із певного набору команд процесора.
Першим хто подав ідею універсального обчислювального процесора був Тед Гофф, який розробив архітектуру першого мікропроцесора. Практичну реалізацію здійснив Федеріко Фаджин.

## Історія
Перша мікросхема успішно запрацювала 12 вересня 1958 року в компанії Texas Instruments. У 2000 році Нобелівську премію з фізики присудили Джеку Кілбі — за винахід інтегральної мікросхеми. Ще одним творцем інтегральної мікросхеми вважається Роберт Нойс, померлий в 1990 році (за правилами, Нобелівська вручається тільки живим вченим). Фізики як такої при створенні мікросхеми було небагато, але Кілбі і Нойс «всього лише» придумали технологію, яка зробила переворот в електронній промисловості.
Перші мікропроцесори з'явилися на початку 1970-х і використовувалися в електронних калькуляторах для обробки 4-бітних слів, що являли десяткові цифри в двійковому представленні. Досить скоро з'явилися інші вбудовані реалізації, такі як термінали, принтери, автоматичні прилади тощо, що використовували 4-бітні і 8-бітні мікропроцесори. Поява 8-бітних процесорів з 16-бітною адресацією в середині 1970-х забезпечила достатній простір можливостей для реалізації перших мікропроцесорів загального призначення в мікрокомп'ютерах.
Довгий час процесори складалися з малих і середніх інтегральних схем, що містили в собі еквівалент від кількох до кількасот транзисторів. Інтеграція цілого центрального процесора в один чип значно зменшила вартість процесорної потужності. Послідовне впровадження мікросхем з більшим ступенем інтеграції робило цілі класи комп'ютерів застарілими, мікропроцесори з'явилися в широкому класі пристроїв, від малих вбудованих систем і ручних комп'ютерів до найбільших мейнфреймів і суперкомп'ютерів.
Починаючи з 1970-х збільшення процесорної потужності розвивається за правилами так званого закону Мура, який стверджує, що складність інтегральних мікросхем подвоюється кожні 18 місяців, за ті ж мінімальні гроші. В кінці 1990-х основним стримуючим фактором розвитку стало розсіюване мікропроцесором тепло.

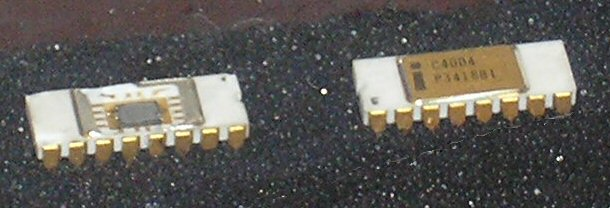
1971 рік: Intel 4004

Першим загальнодоступним мікропроцесором був 4-розрядний Intel 4004. Його змінили 8-розрядні Intel 8080 і 16-розрядний 8086, що заклали основи архітектури всіх сучасних настільних процесорів. Але внаслідок поширеності 8-розрядних модулів пам'яті був випущений 8088, клон 8086 з 8-розрядною шиною пам'яті. Потім пройшла його модифікація 80186. У процесорі 80286 з'явився захищений режим з 24-бітовою адресацією, що дозволяв використовувати до 16 МБ пам'яті. Процесор Intel 80386 з'явився в 1985 році і привніс покращений захищений режим, 32-бітову адресацію, що дозволила використовувати до 4 ГБ оперативної пам'яті і підтримку механізму віртуальної пам'яті.

## Технологія виробництва напівпровідників
Є два основні напрями розвитку індустрії виробництва мікросхем.
Перше — розробка архітектури, що включає вибір тих або інших функцій і особливостей майбутніх схем, мікросхемотехніку і компонування на кристалі функціональних блоків і їхніх елементів, що втілюють вибрані функції. А також — оптимізація готових блоків для усунення вузьких місць, підвищення продуктивності і надійності роботи майбутніх схем, спрощення і здешевлення їхнього масового виробництва. Ці роботи можна умовно назвати «паперовими» — вони виконуються «на кінчику пера» і існують лише у вигляді комп'ютерних файлів і креслень проектів майбутніх мікросхем, що зовсім не виключає багатократного комп'ютерного моделювання фізичної роботи як окремих блоків, так і мікросхеми в цілому. Для цього використовуються спеціальні, ретельно узгоджені з реальними приладами фізичні моделі транзисторів і інших функціональних елементів. І чим ретельніше змодельована робота проєкту, тим швидше і з меншими помилками буде виготовлена сама мікросхема (мається на увазі її фінальний, масовий варіант). Адже налагоджування, пошук і виправлення помилок проєктування у вже готовому кристалі, як правило, значно складніше і дорожче, ніж моделювання на комп'ютері.
Другий основоположний напрям — це власне напівпровідникові технології виробництва мікросхем. Сюди входять наукова розробка і втілення в «кремній» все швидших і менших транзисторів, ланцюгів зв'язку між ними і іншим «обрамленням» мікроструктур на кристалі, створення технологій виготовлення малюнка ліній і транзисторів на поверхні кремнію, нових матеріалів і устаткування для цього, а також «manufacturability» — область знань про те, як проводити мікросхеми вищої якості, швидші, з великою кількістю придатних кристалів на пластині, меншим числом дефектів і розкидом робочих параметрів.
Літографія дозволяє переносити на низку шарів кремнієвої підкладки високоскладні мікросхеми з мільйонами транзисторів. Тоді як проектувальники мікросхем продовжують додавати нові функції і підвищувати продуктивність своєї продукції, скорочення розмірів транзисторів дозволяє уміщати всю більшу їх кількість в межах заданої області. Те, наскільки мініатюрними можуть бути транзистори і їхні з'єднання, безпосередньо залежить від довжини хвилі світла, що використовується для перенесення схеми на підкладку.